# GNU bison
GNU bison é um software livre compilador de compilador escrito para o projeto GNU, e disponível para quase todos os sistemas operacionais. É compatível com o Yacc, e oferece muitas melhorias se comparado com o antigo software. Ele é utilizado em conjunto com analisadores flex (fast lexical analyzer generator).